# Georges Carbonnet
Georges Carbonnet, né le 16 mai 1910 à Saint-Maur-des-Fossés et mort le 24 mars 1985 dans le 14e arrondissement de Paris, est un footballeur français.

## Carrière
Carbonnet est footballeur au Cercle athlétique de Paris, au poste de demi (milieu de terrain). Au moment du passage du football français au professionnalisme, il intègre le groupe professionnel du club parisien et joue pendant deux saisons en première division du championnat de France (jouant au moins 20 matchs et marquant un but).
En 1934, alors que le CAP est relégué, il signe au Stade Malherbe caennais, qui se lance à son tour dans le professionnalisme et dont l’entraîneur est Ferenc Kónya, son ancien entraîneur à Paris en 1932-1933. Il fait une saison pleine en deuxième division. 
Il rejoint alors l'AS troyenne et savinienne, où il joue deux nouvelles saisons en D2. Capitaine, il devient l'entraineur-joueur du club troyen après le départ de l’entraîneur tchèque Rudolf Hanak. Il arrête sa carrière professionnelle en 1939 et retourne en région parisienne.
Il joue ensuite comme amateur à la VGA Saint-Maur, son club de jeunesse.